# 海東札記
《海東札記》為清朱景英著，內容述其在臺灣為官三年之見聞。其自識云：「余貳守海東，逾三歲，南北路遍焉。凡所聽睹，拾紙雜然記之，日積以多，遂析為八類，鈔存四卷。隨筆件系，藉備遺忘，要無當於郡邑志體，故挂漏不免，覽者諒之！乾隆壬辰歲冬十月朔日，武陵朱景英幼芝自識。」